# Стумбрис, Ирмантас Браниславович
Ирмантас Браниславович Стумбрис (лит. Irmantas Stumbrys; 30 мая 1972, Алитус, Литовская ССР, СССР — 15 ноября 2000, Паневежис, Литва) — литовский футболист, полузащитник.

## Карьера
Стумбрис начал играть в футбол в родном Алитусе, первый тренер — Пятрас Симонавичюс. Несколько раз становился призёром турнира «Кожаный мяч». В 12 лет был замечен руководством спортинтерната Паневежиса, в 1991—1995 годах играл за местный «Экранас». После выступлений в «Кареде-Сакаласе» в начале 1997 года был приглашён тренером санкт-петербургского «Зенита» А. Бышовцем. Стумбрис отыграл в команде 15 матчей, забил один гол, но после полученной травмы перестал попадать в основной состав и был отдан в аренду в «Экранас». В 1999 году вернулся в Санкт-Петербург, но сыграл только 5 матчей за вторую команду «Зенита» и перешёл в московское «Торпедо»-ЗИЛ, где за полтора сезона сыграл 52 игры и забил 7 голов.
За сборную Литвы в 1991—1999 годах провёл 37 матчей, забил 2 гола.

## Смерть
15 ноября 2000 года тело Стумбриса было найдено на окраине Паневежиса около кафе в собственном автомобиле Opel Astra. Смерть наступила от пулевого ранения в висок, рядом находился пистолет Макарова. Выдвигались различные версии, был ли он убит или покончил жизнь самоубийством.

## Семья
Супруга Инетта Стумбриене, сын Доминикас (1996 г. р.). Тесть был мэром Паневежиса.

## Достижения
- Чемпион Литвы (1): 1993

## Матчи и голы за сборную
| Матчи и голы Ирмантаса Стумбриса за сборную Литвы | Матчи и голы Ирмантаса Стумбриса за сборную Литвы | Матчи и голы Ирмантаса Стумбриса за сборную Литвы | Матчи и голы Ирмантаса Стумбриса за сборную Литвы | Матчи и голы Ирмантаса Стумбриса за сборную Литвы | Матчи и голы Ирмантаса Стумбриса за сборную Литвы | Матчи и голы Ирмантаса Стумбриса за сборную Литвы |
| ------------------------------------------------- | ------------------------------------------------- | ------------------------------------------------- | ------------------------------------------------- | ------------------------------------------------- | ------------------------------------------------- | ------------------------------------------------- |
| №                                                 | Дата                                              | Оппонент                                          | Счёт                                              | Голы Стумбриса                                    | Соревнование                                      |                                                   |
| 1                                                 | 17 ноября 1991                                    | Латвия                                            | 1:1                                               | —                                                 | Кубок Балтии 1991                                 |                                                   |
| 2                                                 | 7 сентября 1992                                   | Эстония                                           | 1:1                                               | —                                                 | Кубок Балтии 1992                                 |                                                   |
| 3                                                 | 2 сентября 1992                                   | Грузия                                            | 1:0                                               | —                                                 | Товарищеский матч                                 |                                                   |
| 4                                                 | 14 октября 1992                                   | Словакия                                          | 0:1                                               | —                                                 | Товарищеский матч                                 |                                                   |
| 5                                                 | 30 марта 1993                                     | Словакия                                          | 2:2                                               | —                                                 | Товарищеский матч                                 |                                                   |
| 6                                                 | 31 марта 1993                                     | Польша                                            | 1:1                                               | —                                                 | Товарищеский матч                                 |                                                   |
| 7                                                 | 16 июня 1993                                      | Ирландия                                          | 0:1                                               | —                                                 | Отборочные матчи ЧМ-1994                          |                                                   |
| 8                                                 | 3 июля 1993                                       | Латвия                                            | 0:0                                               | —                                                 | Кубок Балтии 1993                                 |                                                   |
| 9                                                 | 25 августа 1993                                   | Дания                                             | 0:4                                               | —                                                 | Отборочные матчи ЧМ-1994                          |                                                   |
| 10                                                | 8 сентября 1993                                   | Ирландия                                          | 0:2                                               | —                                                 | Отборочные матчи ЧМ-1994                          |                                                   |
| 11                                                | 20 апреля 1994                                    | Израиль                                           | 1:1                                               | —                                                 | Товарищеский матч                                 |                                                   |
| 12                                                | 25 мая 1994                                       | Чехия                                             | 3:5                                               | 1                                                 | Товарищеский матч                                 |                                                   |
| 13                                                | 29 июля 1994                                      | Эстония                                           | 3:0                                               | —                                                 | Кубок Балтии 1994                                 |                                                   |
| 14                                                | 31 июля 1994                                      | Латвия                                            | 1:0                                               | —                                                 | Кубок Балтии 1994                                 |                                                   |
| 15                                                | 17 августа 1994                                   | Швеция                                            | 2:4                                               | —                                                 | Товарищеский матч                                 |                                                   |
| 16                                                | 7 сентября 1994                                   | Украина                                           | 0:2                                               | —                                                 | Отборочные матчи ЧЕ-1996                          |                                                   |
| 17                                                | 9 октября 1994                                    | Хорватия                                          | 0:2                                               | —                                                 | Отборочные матчи ЧЕ-1996                          |                                                   |
| 18                                                | 16 ноября 1994                                    | Словения                                          | 2:1                                               | —                                                 | Отборочные матчи ЧЕ-1996                          |                                                   |
| 19                                                | 15 марта 1995                                     | Польша                                            | 1:4                                               | —                                                 | Товарищеский матч                                 |                                                   |
| 20                                                | 29 июля 1995                                      | Беларусь                                          | 1:1                                               | —                                                 | Товарищеский матч                                 |                                                   |
| 21                                                | 8 июля 1996                                       | Латвия                                            | 2:1                                               | —                                                 | Кубок Балтии 1996                                 |                                                   |
| 22                                                | 9 июля 1996                                       | Эстония                                           | 1:1                                               | —                                                 | Кубок Балтии 1996                                 |                                                   |
| 23                                                | 13 августа 1996                                   | Украина                                           | 2:5                                               | —                                                 | Товарищеский матч                                 |                                                   |
| 24                                                | 2 апреля 1997                                     | Румыния                                           | 0:1                                               | —                                                 | Отборочные матчи ЧМ-1998                          |                                                   |
| 25                                                | 30 апреля 1997                                    | Лихтенштейн                                       | 1:0                                               | —                                                 | Отборочные матчи ЧМ-1998                          |                                                   |
| 26                                                | 11 июня 1997                                      | Исландия                                          | 0:0                                               | —                                                 | Отборочные матчи ЧМ-1998                          |                                                   |
| 27                                                | 6 августа 1997                                    | Швеция                                            | 0:1                                               | —                                                 | Товарищеский матч                                 |                                                   |
| 28                                                | 11 октября 1997                                   | Македония                                         | 2:1                                               | —                                                 | Отборочные матчи ЧМ-1998                          |                                                   |
| 29                                                | 21 апреля 1998                                    | Латвия                                            | 2:1                                               | 1                                                 | Кубок Балтии 1998                                 |                                                   |
| 30                                                | 29 апреля 1998                                    | Чили                                              | 0:1                                               | —                                                 | Товарищеский матч                                 |                                                   |
| 31                                                | 27 мая 1998                                       | Венгрия                                           | 0:1                                               | —                                                 | Товарищеский матч                                 |                                                   |
| 32                                                | 7 июня 1998                                       | Беларусь                                          | 0:5                                               | —                                                 | Товарищеский матч                                 |                                                   |
| 33                                                | 26 июня 1998                                      | Азербайджан                                       | 1:2                                               | —                                                 | Товарищеский матч                                 |                                                   |
| 34                                                | 28 июня 1998                                      | Эстония                                           | 0:0                                               | —                                                 | Кубок Балтии 1998                                 |                                                   |
| 35                                                | 29 июня 1998                                      | Андорра                                           | 4:0                                               | —                                                 | Товарищеский матч                                 |                                                   |
| 36                                                | 26 июня 1999                                      | Аргентина                                         | 0:0                                               | —                                                 | Товарищеский матч                                 |                                                   |
| 37                                                | 9 октября 1999                                    | Шотландия                                         | 0:3                                               | —                                                 | Отборочные матчи ЧЕ-2000                          |                                                   |

Итого: 37 матчей / 2 гола; 9 побед, 11 ничьих, 17 поражений.